# Ciberfeminismo

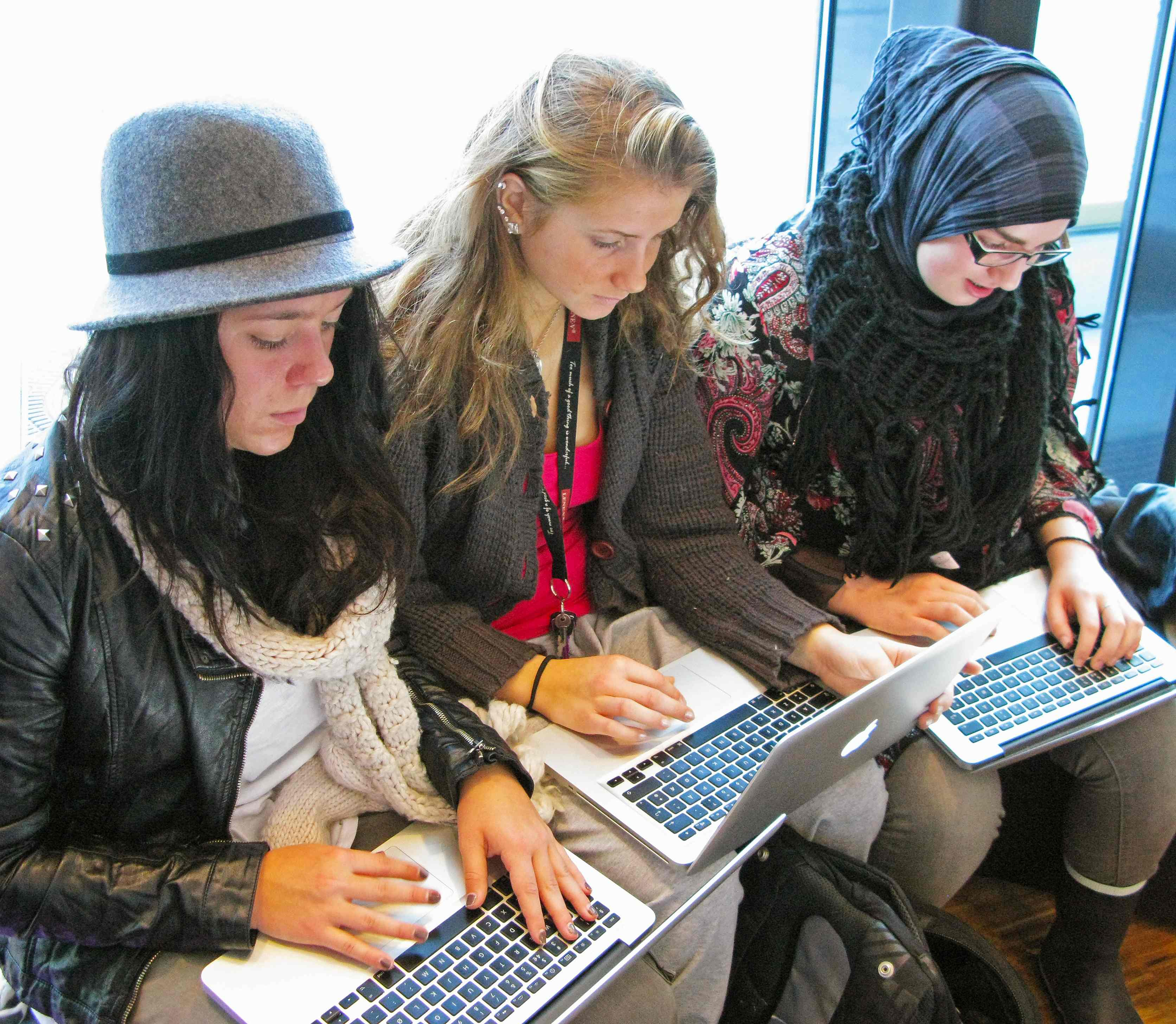
Escuela Fyrstikkalleen: Todos los estudiantes de secundaria tienen su propia computadora portátil Mac.

El ciberfeminismo es un enfoque feminista contemporáneo (enmarcado en la denominada tercera ola del feminismo) interesado la relación entre el ciberespacio, Internet y la tecnología. Puede utilizarse para referirse a perspectivas filosóficas, prácticas artísticas, metodologías o comunidades. El término fue utilizado por primera vez principios de la década de 1990, tanto por Sadie Plantcomo por el colectivo australiano VNS Matrix. El mismo se utiliza para describir el trabajo de las feministas interesadas en teorizar, criticar, explorar creativamente y rehacer Internet, el ciberespacio y las tecnologías de los nuevos medios en general.
El ciberfeminismo tiene también relación con el campo de Estudios Científicos y Tecnológicos en un marco feminista.
En sus orígenes, el punto de vista predominante era la visión utópica del ciberespacio e Internet como medio en el que supuestamente existía la ausencia de construcciones sociales como género y diferencia sexual, aunque desde el inicio esta postura recibió críticas. La inserción del ciberfeminismo dentro de la historia más amplia del feminismo, así como la naturaleza política del movimiento, se convirtieron en puntos sustanciales de controversia.
Las raíces teóricas del cyberfeminismo proceden de una fusión entre las ideas de la profesora emérita Donna Haraway, el feminismo francés de tercera ola, la producción artística (en especial, en el momento del boom del net.art) y el postestructuralismo.[cita requerida]

## Historia del término

### Antecedentes
El nacimiento del ciberfeminismo viene propiciado por la expansión de las Tecnologías de la Información y Comunicación (TIC) y la influencia de la tercera ola feminista, especialmente de Donna Haraway (1991) y su A Cyborg Manifesto, publicado en 1987. Haraway propone a las mujeres la aceptación de una nueva identidad definida como cyborg símbolo de «un futuro después del género» es hoy considerado por muchos como el verdadero punto de partida del pensamiento ciberfeminista. Sin embargo, Haraway nunca utilizó el término ciberfeminismo ni lo reclamó como suyo.
A finales de los años de 1980 surgen el ciberpunk. Una de sus autoras referente, Pat Cadigan, publica MindPlayers (1987) y Synners (1991).

### Inicios
En 1992 de manera simultánea, la filósofa británica Sadie Plant empieza a utilizar el término ciberfeminismo al tiempo que desde Australia el grupo de artistas VNS Matrix formado por Julianne Pierce, Francesca da Rimini, Josephine Starrs y Virginia Barratt, aporta tácticas de guerrilla de vanguardia a través del net.art y con su Manifiesto ciberfeminista del siglo XXI y su lema  «el clítoris es una línea directa a la matriz» [«the clitoris is a direct line to the matrix»] subrayando apunta la investigadora Alex Galloway una coexistencia material fundamental entre la máquina y el cuerpo de la mujer.

Cuando nosotras comenzamos a usar el concepto de ciberfeminismo – aclara Julianne Pierce - el término estaba apareciendo simultáneamente en otras partes del mundo. Era un fenómeno espontáneo que surgía en distintos lugares a la vez, como respuesta a ideas como el ciberpunk, que eran muy populares. Desde entonces este término se ha extendido rápidamente y, sin duda, es una idea que han adoptado muchas mujeres interesadas en la teoría y la práctica tecno.
Julianne Pierce

Sadie Plant y Sandy Stone son referentes del inicio de la teoría ciberfeminista contemporánea, estima Galloway. Plant considera que la tecnología es fundamentalmente femenina y no masculina y en su principal trabajo sobre el tema, Ceros + Unos (1997) argumenta cómo las mujeres han estado históricamente unidas a la tecnología y han constituido siempre el núcleo laboral de todo tipo de redes. Desde el telar eléctrico a la máquina de escribir, llegando incluso al descubrimiento de los «virus» informáticos, Plant define la tecnología como un objeto primordialmente femenino. Arguye que las mujeres son máquinas inteligentes, que la robótica es femenina, que el cero (la nada dentro del código binario) siempre ha sido considerado el 0-tro, lo femenino.
Por su parte Sandy Stone, pensadora transexual dedicada al estudio de la historia del ciberespacio, del deseo y del cuerpo virtual escribió "Will the Real Body Please Stand Up?" (1991) un ensayo que ayudó a formular las claves para los debates contemporáneos sobre la situación del cuerpo en las comunidades virtuales. Stone defiende la idea de que, en realidad, los sistemas binarios tipo naturaleza/cultura tienen una función lógica como «estrategia para mantener las fronteras con fines políticos y económicos, y por tanto para generar significados». En 1987 escribió el ensayo que se considera el inicio de los Estudios Transgénero, El Imperio Contraataca: Un Manifiesto Postransexual.
También otras artistas del net-art realizan en la misma época trabajos situados en la intersección entre el feminismo, el espacio digital y las tecnologías aunque no utilicen el término ciberfeminista para definirlo. Es el caso, por ejemplo de la artista también australiana Linda Dement que creó arte interactivo en CD-Rom, e-zines como geeekgirl, Brillo and Digitarts y grrrowl.

### Primer Encuentro Internacional Ciberfeminista
El 20 de septiembre de 1997 en Kassel, durante celebración de Documenta X una de las muestras de arte internacionales más importantes, se convocó al Primer Encuentro Internacional Ciberfeminista. El grupo Old Boys Network (OBN) un consorcio de artistas europeas, fue clave para organizar el encuentro enmarcado en la sección denominada «Espacio de trabajo híbrido». La mayor parte de la discusión del encuentro se centró en definir qué es el ciberfeminismo, qué aporta y por qué objetivos lucha dentro del marco de la tecnología de la comunicación y la información. Ante la imposibilidad de definirlo se creó un texto de las 100 antítesis de lo que el feminismo no es... con cien frases en su mayoría en inglés y alemán, cuatro en español y dos en francés. El ciberfeminismo –apuntan las frases– no es dogmático, no es solo un lenguaje, no es callado, no tiene cojones, no es inmóvil, no es neutral.

La versión actualizada del cyberfeminismo está más en networking, webgrrrls, geek girls, FACES, OBN, editor on-line, perspectivas de carrera, lista de servidores y conferencias internacionales. Está en Hybrid Workspace y 100 anti-thesis, está en conseguir subsidios y financiación para crear oportunidades, encontrar y crear empleo. Está en concebir y preparar, haciendo dinero, haciendo negocios y haciendo tratos. 

Abraza la diversidad y la diferencia, siendo pertinaz, siendo fuerte y a veces permaneciendo quieto. Pero la llave de todo esta en la información, en la sociedad de la información, para conseguir ir adelante Ud. debe controlar la mercancía. La Información es política, es un arma, y cuanto más conocimiento tenemos, más poderosos somos.
Julianne Pierce

## Marco ideológico y objetivos
Para el ciberfeminismo las tecnologías de la información y la comunicación (TIC) implican no solo la posibilidad de subversión de la identidad masculina, sino una multiplicidad de subjetividades innovadoras dónde las tecnologías pueden transformar, no solo la sociedad y la misma tecnología, sino también los roles de género convencionales.  En ese sentido, las teorías y prácticas ciberfeministas retan las relaciones de poder jerárquicas entre hombres y mujeres en las TIC, exploran las relaciones entre las mujeres y las tecnologías digitales, investigan cómo éstas las afectan, así como apuntan hacia la creación de redes y la conquista de territorios como el ciberespacio a partir del desarrollo de nuevas formas de participación en ellos.
El ciberfeminismo, se entiende como una práctica feminista en la red, un complejo campo tecnológico y a la vez político que reacciona y cuestiona la apropiación del territorio tecnológico por parte de los varones vinculado al dualismo tradicional en el que está basado el pensamiento y la construcción social occidental: el imaginario de mujer está relacionado al instinto, a la naturaleza y al espacio privado mientras el imaginario masculino se vincula a a la inteligencia, la cultura, y por tanto a la esfera pública.[cita requerida]

Resignación. Aprender a callar. Ser las poseedoras de la virtud del silencio, de la discreción, del saber escuchar, comprender y, apoyar. ¿Pero, y nuestras palabras? Lo público no nos ha pertenecido. La lógica de nuestra naturaleza nos obligaba a lo privado, a la tierra, al hogar.
Ana Martínez-Collado y Ana Navarrete.

El ciberfeminismo para mí implica [que] se está desarrollando una alianza entre mujeres, máquinas y la nueva tecnología que las mujeres están usando
Sadie Plant[cita requerida]

Desde que en el siglo XIX la mujer ha ido incorporándose progresivamente al mundo económico, entonces la dualidad anterior se ha vuelto más conflictiva y ambivalente  - tal como ha ocurrido también en otras esferas de desarrollo político, cultural y social.
Para el feminismo la conquista de la palabra y la presencia en el espacio público han sido desde su origen un objetivo fundamental planteando la necesidad de una transformación más profunda, relacionada, a su vez, con los aspectos de la vida privada, la educación, la asunción de roles sociales que refiere también a una lucha, a esa una batalla por tomar la palabra. En este sentido el ciberfeminismo se desarrolla en sintonía con éstas aspiraciones: crear y fortalecer redes de comunicación y mantener el esfuerzo por la conquista femenina de la palabra pública y su circulación.
El medio tecnológico propicia la incorporación del discurso feminista. Se conforma un sistema de comunicación alternativo, por vías contraculturales, que dan lugar a los discursos no institucionales. Es un sistema en el que se podría posibilitar una disolución de los roles asignados a los géneros, a las identidades consideradas como papeles sociales fijos. El ciberfeminismo fue recibido con optimismo por las mujeres y se convirtió en un territorio de desarrollo cultural y social, en un espacio público de intercambio de ideas políticas.

El ciberfeminismo, es una promesa de la nueva ola de pensamiento y práctica postfeminista. A través del trabajo de numerosas mujeres Netactive, hay ahora una presencia Ciberfeminista distinta en la red que es fresca, desvergonzada, ingeniosa, e iconoclasta frente a muchos de los principios del feminismo clásico.
Faith Wilding y Critical Art Ensamble

El territorio del ciberfeminismo, añade Faith Wilding del Critical Art Ensemble es extenso. Los objetivos de su lucha son el ciberespacio, el diseño industrial y la educación: es decir, todos aquellos campos en los que el proceso tecnológico presenta un sesgo sexista por el cual se excluye a las mujeres de las posiciones de poder dentro de la tecnocultura. 

## Teóricas, artista y activistas del ciberfeminismo
Teóricas e investigadoras que han trabajado sobre ciberfeminismo: Anne Balsamo, Montserrat Boix, Rosi Braidotti, Eva Cruells, Alex Galloway, Marina Grizinic, Alex Hache, Khaterine Hayles, Ana Martínez Collado, Ana Navarrete, Sonia Nuñez Puente, Sadie Plant, Zöe Sofoulis, Cornelia Sollfrank, Sandy Stone, Sherry Turkle, Núria Vergés Bosch, Faith Wilding, Remedios Zafra.
Artistas y grupos relacionados con la historia del ciberfeminismo: VNS Matrix, Old Boys Network, subRosa, Critical Art Ensemble, Donestech, FACES. 
Artistas ciberfeministas: Annie Abrahams, Natalie Bookchin, Salomé Cuesta, Coco Fusco, Cindy Gabriela Flores, Lynn Hershman, Deb King, Ana Navarrete, Julia Scher, Anne-Marie Schleiner, Victoria Vesna, Linda Wallace

## Arte y ciberfeminismo
La historia del ciberfeminismo en los años de 1990 ha estado muy ligada al de la práctica artística del net-art. 
El ciberfeminismo, por su naturaleza necesita de una práctica múltiple, descentrada y participativa en la que coexistan muchas y diferentes líneas. La práctica del arte ciberfeminista está interconectada con la teoría de género.
El ciberfeminismo es una celebración de la multiplicidad, las fuerzas de colaboración y de los cuerpos no contenidos/estructurados/predefinidos. Se configura desde el contexto histórico pero escribe su historia límites de edad, saltar por fuera del marco histórico predestinado y restrictivo hacia un nuevo futuro.
La expresión del arte ciberfeminista se relaciona con la aceptación del fenómeno de fractura de nuestras identidades fracturadas contemporáneas. Así en el arte como en el mito del cíborg de Donna Haraway las fronteras son transgredidas, y se dan las fusiones peligrosas que seres progresistas exploran como parte de un necesario trabajo político.
Así mismo el componente tecnológico no debe, en este marco, interpretarse como la antípoda del organismo y de los valores humanos, «sino como una prolongación de lo humano, intrínsecamente ligado a él. Esta imbricación nos obliga a hablar de tecnología como de un aparato material y simbólico, es decir, un agente semiótico y social más».
Ana Martínez Collado, profesora titular de Estética y Teoría del Arte en la Facultad de Bellas Artes de Cuenca que dirige los «Estudios on line sobre arte y mujer» explica respecto a la presencia de las mujeres en el arte actual: la tercera generación de mujeres con voz propia ha buscado expresar con mayor libertad sus propias inquietudes y deseos y ha luchado por ello.
El debate feminismo / posfeminismo, la crítica feminista a la pornografía, la reivindicación de una identidad fija o la aceptación de una identidad múltiple y ficcional, la sexualidad y lo transgenérico, el ciberfeminismo; han sido las cuestiones que han despertado una mayor polémica. En último término, el reto parece el de cómo abordar el feminismo en el horizonte supuestamente igualitario del siglo XXI. O como se pregunta Josephine Starrs, hoy la aventura está en definir/interpretar las herramientas para diagnosticar el próximo milenio en lo que se refiere a la cuestión de la sexualidad y la subjetividad.
El cambio de perspectiva que trae aparejado el ciberfeminismo redefine las condiciones del vínculo entre tecnología y arte. Si en un contexto humanístico convencional éstos (tecnología y arte) podrían parecer términos contrarios, en la posmodernidad se encuentran estrechamente relacionados.
«En todos los campos, pero especialmente en el campo de la tecnología de la información, la estricta separación entre lo técnico y lo creativo ha quedado obsoleta debido a la aparición de las imágenes digitales y a las habilidades que son precisas para realizar diseños por ordenador. Esta nueva alianza entre estos dominios, el de lo técnico y el de lo artístico, antes segregados, señala una nueva versión contemporánea de la reconstrucción posthumanística de una tecnocultura, cuya estética es equiparable a su sofisticación tecnológica» explica Rosi Braidotti, filósofa contemporánea y teórica feminista.
El cuerpo, y su hibridación con las nuevas tecnologías tiene un lugar preponderante para el ciberfeminismo en el arte. Conforma uno de los ámbitos artísticos más fecundos a finales del siglo XX, tanto en sus expresiones creativas como en los desarrollos teóricos relacionados. «Los avances experimentados en el ámbito de la biotecnología y la ingeniería genética son posiblemente los más radicales de todo el ámbito científico y han animado un necesario debate en disciplinas como la bioética o la biofilosofía, profundizando en las implicaciones éticas de los nuevos modelos biológicos». La esfera artística aparece como una plataforma adecuada para explorar las consecuencias de estos nuevos modelos tecnológicos.
Pioneras de este arte ciberfeminista es el grupo VNS Matrix, que desde principios de la década de 1990 se arriesgó con propuestas como la creación de un primer manifiesto ciberfeminista, mediante el lenguaje descarado y la actitud transgresora, en 1991 este grupo artístico llevó a cabo la creación de un manifiesto sobre la llegada del feminismo al mundo cibernético, y por lo tanto, sobre el papel que la mujer tendría en este. En la experimentación que este grupo artístico desarrolló sobre el arte electrónico y los textos, hicieron una arriesgada apuesta por conseguir descifrar las narrativas de dominación y control que rodean a la tecnología; el Cibermanifiesto para el siglo XXI, fue la primera propuesta, con claras influencias de Donna Haraway y su concepto cíborg.[cita requerida]

## Ciberfeminismo social
Al igual que durante la década de los noventa el ciberfeminismo tuvo numerosas referencias en el arte, en paralelo surgió el activismo feminista en la red conceptualizado por la periodista Montserrat Boix como «ciberferminismo social» que culmina con la conexión a los movimientos antiglobalización neoliberal y a los grupos activistas en defensa de los derechos humanos, estableciendo puentes entre estos movimientos y el feminismo y proclamando el uso estratégico de las nuevas tecnologías y el espacio virtual en la transformación social.
Algunas de las protagonistas históricas del ciberfeminismo artístico han desarrollado su obra construyendo puentes entre la práctica artística y el ciberfeminismo social, como en el caso de Francesca da Rimini y sus obras conectadas con el movimiento antiglobalización.

### Libros
Español
- Plant, Sadie Ceros CEROS + UNOS ISBN 9788423330768

Inglés
- Hawthorne, Susan; Klein, Renate (1 de enero de 1999). Cyberfeminism: Connectivity, Critique and Creativity (en inglés). Spinifex Press. ISBN 9781875559688. Consultado el 27 de octubre de 2016.
- Fernandez, María; Wilding, Faith; Wright, Michelle M; (2003). Domain Errors!: Cyberfeminist Practices (en inglés). New York: Autonomedia. ISBN 9781570271410. (requiere registro).
- Kember, Sarah (2003). Cyberfeminism and Artificial Life. New York: Routledge.

### Artículos
Español
- La verdad sobre el ciberfeminismo Cornelia Sollfrank. Traducido al español por Eva Guil Walls y Remedios Zafra
- Info heavy cyber babe. First Cyberfeminist International Reader, Hamburg: Old Boys Network (1998). Julianne Pierce Traducción al español de Ana Navarrete
- Reflexión sobre Mujer y Realidad Virtual. Sadie Plant. Traducción Carolina Díaz. " Feminisations: Reflections on Women and Virtual Reality". in Lynn Hershman Leeson, Ed. Clicking In (Bay Press, 1996).
- Feminismo y net-art. Redes interconectadas Remedios Zafra
- Los géneros de las red. Los Ciberfeminismos. Ana de Miguel y Montserrat Boix
- Hackeando el patriarcado: La lucha contra la violencia hacia las mujeres como nexo. Filosofía y práctica de Mujeres en Red desde el ciberfeminismo social. Montserrat Boix
- Una exploración de la praxis feminista en España: nuevas tecnologías y nuevos espacios de relación desde el ciberfeminismo. Sonia Núñez Puente. Feminismo/s, 11, junio 2008, pp. 109-123
- Ciberfeminismo de investigacción con y entre tecnoartistas y hackers. Núria Vergés Bosch y Alex Hache y Eva Cruells López. Athenea digital, 14 (4), diciembre 2014, pp. 153-180

Inglés
- We Are the Future Cunt: CyberFeminism in the 90s  Claire L. Evans (2014)

- An orale history of the first Cyberfeminists Claire L. Evans (2014)
- Situating Cyberfeminisms María Fernández y Faith Wilding

## Documentales
- CB Remedios Zafra - Arte, Redes y (Ciber)feminismos. Metrópolis. 2017